# DragonFable
DragonFable (DF) es un videojuego de rol jugado por navegador, basado en la jugabilidad individual o single-player, desarrollado por la empresa Artix Entertainment o AE. Fue creado en julio del 2005, el 21 de noviembre se inició la fase de prueba, y el 6 de junio del 2006, el juego fue lanzado oficialmente. Es ejecutado mediante Macromedia Flash y utiliza gráficos vectoriales, algunos de los cuales son animados. Es una Precuela a otros juego de AE, AdventureQuest, Zardwards, Archknight, AdventureQuestWorlds y es una secuela de MechQuest. El juego es semanalmente actualizado (cada viernes por la tarde), con la introducción de nuevas búsquedas, monstruos... Cada cuenta puede tener hasta tres personajes jugadores (o 6 para los poseedores de Amuleto del Dragón/DragonAmulet, la forma conocida como un Premium). El juego permite que los jugadores entren en combate contra monstruos para acumular los puntos de experiencia (conocidos como XP) dinero, armas, amigos, mascotas, objetos, casas, de todo. Los caracteres tienen:
- Un nivel.
- Trece habilidades a entrenar (por clase).
- Una clase específica.
- Unos rasgos determinados (algunos de los cuales pueden modificarse al largo del juego).

Hay acontecimientos especiales, días de fiesta: Navidad, Semana Santa, etc; guerras: prograso de la historia, etc. Los jugadores pueden jugar una versión limitada de DragonFable gratuitamente, o pagar una cantidad por única vez de US$ 19.95 para conseguir un Amuleto de Dragón y para abrir características adicionales. Tiene un dinero especial que son las Monedas del Dragón o DragonCoins.

## Juego
En DragonFable los jugadores pueden caminar casi por todas partes y explorar el mundo de Lore, usando el mouse(o ratón).
Los jugadores, al largo de la historia, irán viajando por las distintas regiones y ciudades (siempre en continua creación y expansión), conociendo a diferentes personajes que nos pedirán ayuda o nos ayudarán a nosotros, en diferentes quests. Cada uno influye no tan solo en esa ciudad, en toda la vida de tu personaje.
DragonFable tiene muchos monstruos únicos y enemigos con sus propias metas y ambiciones, problemas, historia y características, algunos incluso que te ayudarán acompañándote cada vez que lo necesites si vas a buscarlos. Entre ellos destacan:
Oaklore
- Rolith. 
- Pactagonal Table:
- Sir Ano, Sir Valence, Sin Jing, Sir Junn, Sir Pernatural, Sir Prize, Sir Loin, Sir Baumbard...

Falconreach
- Twilly, Serenity, Yulgar, Konnan, Damien, Reens, Lira, Sir Render, Alesia, Mayor Rayf, Patch, Aria, Gretel, Grams, Cysero, Gryphon, Chiku...

Sunbreaze Grove
- Lady Celestia, Draco.

Warlic Zone
- Warlic, Nythera...

Aeris Battlespire
- Keelia, Akira...

Surewould Forest
- Robina Hood, Sneevil...

That's A'way
esas los jugadores pueden encontrar por ejemplo Xan, Drakath, Sephulcre y Necromancer. Hay muchas búsquedas laterales las cuales los jugadores pueden llevar ayudan hacia fuera a personajes no jugadores, ganan EXP o encuentran artículos raros. Se puede acceder a él desde este enlace: www.dragonfable.com

### Combate
El combate en DragonFable utiliza un sistema de turnos con opciones como el “ataque” que deja a guerreros (Warriors) hacer un simple ataque, asesinos (Rogue) dos cortes con sus dagas, y los magos echan un solo encanto, usando el elemento del arma que manejan actualmente (Metal, Naturaleza, Fuego, agua, hielo, energía, piedra, oscuridad, luz , Good , Love (Es un elemento nuevo mostrado solo en los elementales en The Storm:La muerte de Warlic, evento actual) y viento). No hay botón de huida actualmente, solo para la clase especial ChickenCow (es una profesión creado como una broma en abril del 2007 y el otoño del 2007 por el especial del Día de Gracias), que hace las capacidades, el “viaje”, el “enredo” y “arraigan” cuestionable. Los jugadores intentan bajar los HP (Health Points, en inglés, Puntos de Vida) de su enemigo hacia cero antes de que los opositores consigan el suyos a cero. Los jugadores pueden utilizar las pociones que curan 100 HP o más de 100 de HP (Depende del tipo de poción) o utilizan un tipo de capacidad defensiva que dé una ocasión del 80% de bloquear o de esquivar los ataques de los enemigos. Una tercera opción, que se desbloquea en el nivel 6, dará a jugadores una ocasión de inmovilizar al enemigo. Los enemigos, sin embargo, tienen a veces una ocasión de oponerse. Cuando se mata un monstruo este entrega algunos puntos de experiencia (XP) y oro (GC) como cualquier otro RPG, que deja a jugadores alcanzar un nuevo nivel que amplia las posibilidades del jugador al poder comprar nuevas armas y usar nuevas habilidades. Con cada aumento de nivel, la cantidad de experiencia necesitada para alcanzar el nivel siguiente, la HP y la MP (Magic Points, en inglés, puntos de magia que se utilizan para realizar poderes) también se aumenta. Afortunadamente, escalan a la mayoría de los monstruos para nivelar con el jugador.

### Lugares
El juego ocurre en una tierra llamada “Lore” cinco años antes del comienzo de la historia de AdventureQuest. La ciudad central se conoce como Falconreach, en el cual la mayor parte de los sucesos actuales suceden. Después de la guerra “la cólera de Xan!” la ciudad de Falconreach quedó destruida pero los jugadores donaron su oro para reconstruir la ciudad y para hacerla incluso mejor. Los jugadores levantaron sobre 3 mil millones monedas de oro. La ciudad es actualmente en servicio con nuevo arte y tres halcones en la torre de los Guardianes en Falconreach de simbolización de su renacimiento. Al oeste de Falconreach esta Oaklore Keep, un lugar donde los “Caballeros de la mesa Pectagonal” están parados para proteger los buenos temas de buen rey Alteon. Al este de Falconreach los jugadores pueden dar vuelta al norte y entrar en el bosque de Surewood y visitar a la arquera Robina Hood e ir en búsquedas. Si los jugadores continúan al este en vez de ir al norte, pueden entrar en un área donde está Valencia, la cazadora de artículos raros, así como dos trayectorias que son el Doomwood donde encuentras a Artix y la zona del mar de arena en el cual puedes realizar varias misiones. Tomando el botón de Viaje (Travel) detrás en Falconreach, los jugadores pueden entrar en la ciudad frecuentada de Amityvale en donde el jugador puede aprender los misterios de la muchacha Thursday o entablar batalla contra los undead o muertos vivientes, con Artix o ir al Aeris Battlespire o Arena Aérea de Lucha a luchar contra otros jugadores. Se dirigen a través del portal por la torre pueden visitar Warlic e ir en búsquedas o continuar a través de otro portal a la isla flotante. También esta Shadow of the Wind Village, Osprey Cove, 100 Room, Zona de Robina, Zona de Warlic, Dr. Voltabolt´s Challange, Sunbreeze Grove (donde vive Lady Celestia, donde puedes alimentar y entrenar a tu dragón bebé), Sandsea, Lymcrest, Doomwood: Necropolis, Dragesvard y la recién lanzada popsprocket

## Personajes/Clases
Al principio del juego, después de que el nuevo jugador crea y activa su cuenta, hay tres (seis si has comprado un Amuleto de Dragón) ranuras donde el usuario puede crear un carácter para cada ranura. Dan el jugador una opción de qué clase desean para ser, así como cambiar el aspecto del carácter. Estas son las clases que son actualmente disponibles:

### Clases principales
Estas clases se eligen al principio en la creación del carácter. 
- Warrior son una clase que comienza fuerte pues se cree que son los más equilibrados de los tres. Usan la armadura gruesa y manejan generalmente las espadas y las hachas. No sufren ninguna pena de la habilidad al manejar algo más. Los guerreros deben centrarse en fuerza y resistencia, pero utilizan de vez en cuando ataques extendidos para golpear a enemigos múltiples.

- Mage son los que más rápido se aprenden a manejar y una clase que comienza sabiendo que pueden aprender los devastadores secretos de la oscuridad, y doblar las mismas fuerzas de la naturaleza a su voluntad. Usan los trajes ligeros y equipos los personales, las varitas y las dagas. El mago afila sobre todo su inteligencia y suerte.

- Rogue son una clase que comienza astuta y rápida que usan la ropa ligera y utilizan dos dagas idénticas para atacar a sus enemigos y como tales consiguen dos ataques. Al manejar cualquier otra arma pueden atacar solamente una vez. Se centran en muchas habilidades tales como destreza, fuerza, y resistencia. Pueden usar cualquier tipo de arma.

### "Las clases completas"
Los guardianes son una clase Que se puede conseguir si eres guardián en AdventureQuest.

### Las clases especiales
Estas clases se lanzan en días especiales como la armadura ChickenCow del Día de los Inocentes y Día de Gracias del año 2007, y llegan a ser raras una vez que el día de fiesta ha sido dejado atrás.
SnuggleBear: no es técnicamente una clase, pero te permite usar en vez de la armadura, un vestuario distinto, conservando tus habilidades, se usa un color azul, (para los caracteres masculinos) o blanco (para los caracteres femeninos) con cinco ataques especiales. Esta armadura fue lanzada el 14 de febrero de 2007 y se habría podido comprar con los DragonCoins. También fue lanzada versión libre durante el acontecimiento del "Hero's Heart Day". La idea de hacer la armadura fue acreditada a Jokemonky. 
ChickenCow: es la armadura especial del Día de los Inocentes de abril que se puede encontrar en varios Dungeon o comprar actualmente con 45 monedas del dragón. Tiene la habilidad de huir de las batallas (con 4 diversas habilidades) pero baja los HP de los jugadores a 1 y te comienza al principio del área. Tiene un ataque rápido del golpe que golpee a enemigo 12 veces así como algunas otras capacidades.

### Las nuevas clases
Recientemente se ha lanzado las clases Ranger, DragonLord, Pirata y Ninja. Cada clase con una armadura distinta que utiliza distintas habilidades propias de cada una y necesarias de ser entrenadas para descubrir todo su potencial. Las Clases temporales son ChikenCow, PumpkinLord, Paladin y DeathKnight.
Actualmente antes de fin de año (Edición 28/12) se ha dado una versión de prueba de la armadura del Caballero Muerto o DeathKnight y Paladin, listas para ser lanzadas.

### Clases
Ranger----
- Paladin
- Necromancer
- DeathKnight

Togslayer----
- Dragonslayer

Doomknight----
- ChickenCowlord

- Pumpkinlord
- Evolved Pumpkinlord

- Guardian
- Dragonlord
- Evolved DragonLord

- Dragon Warrior
- Dragon Rogue
- Dragon Mage
- Technomancer

## Línea histórica

### Capítulo uno

#### La saga del huevo del dragón
- Introducción (prólogo):

Una sacerdotisa llamada Celestia y el moglin Twilly que sostenía una caja negra misteriosa con un símbolo del dragón en el lado. Después de rescatarlos de un “gorillaphant” dispersan apagado en la selva. 
- Cofre negro del dragón:

Después de frenar a Celestia y Twilly, un hombre llamado Drakath intenta robar el cofre negro, Drakath indica que él es el líder de los “Lobos Oscuros” y que esta caja es su llave al trono. Después de derrotar a Drakath en batalla un “sneevil” aparece y se va lejos con la caja. 
- Robina Hood:

En el “bosque de Surewood” la ladrona Robina tiene la caja que estás buscando y que te la dará si terminas algunas búsquedas para ella. Una vez que se terminas las búsquedas Drakath aparece y después de que lo derrotes descubres que la caja está vacía con el sneevil que revela que su contenido fue descargada en el “Basurero Sneevil”. 
- Cazador del tesoro:

Twilly te manda al este otra vez (Extremo Oriente) y encontrar al más grande cazador de tesoros de la historia, el padre de Valencia. Él está de viaje buscando “el supremo tesoro”. Afortunadamente, Valencia sabe dónde está y te lleva al basurero. Después de que hayas encontrado el huevo, un “Vultragon” vuela hacia ti, confundiendo el huevo de dragón con uno suyo, y lo roba. 
- Valencia

Después de que el huevo del dragón sea robado por el Vultragon, Valencia sabe su asilo, en el basurero Sneevil después de derrotar a los Vultragon encuentras algo inesperado ¡hay cinco huevos idénticos! 
- Warlic

Twilly te envía a visitar a Warlic, un mago que te ayuda a encontrar el huevo invocando un espíritu que es capaz que inhibir la protección mágica que rodea al huevo del dragón, el Doomkitten encuentra el huevo pero no será fácil quitárselo a menos que tengas el arma indicada (agua o water, le proporciona un daño exuberante). 
- La cueva secreta

Después de obtener el verdadero huevo del dragón, es hora de ponerlo en un lugar seguro, una cueva secreta. La estatua de piedra, situada en la cueva secreta mantendrá tu huevo del dragón caliente hasta que nazca. Los jugadores también tienen una opción en modificar el color del huevo que no cambiará nada lo que pudiera suceder.

## Guerras
Las guerras ocurren en DragonFable cada pocos meses o más. Las guerras permiten que los jugadores se unan (aunque peleando separados) y que luchen contra las hordas de los monstruos para un propósito (que sea generalmente proteger la ciudad o el otro lugar). Hay también una posibilidad de perder una guerra pero este ocurre solamente cuando no mucha gente lucha en una guerra o si el personal juzga necesario para avanzar en la historia. Para cada guerra hay generalmente una cantidad del sistema de “ondas” (que consisten en un grupo de monstruos) pero estos números pueden cambiar casi inmediatamente dependiendo de lo que piensa el equipo de DF, iguales van con PM de la ciudad. 
1 ¡Invasión de los Muertos!
2 Ataque dragón en Willowshire - 1.000.000 ondas 
3 Invasión del viernes 13 de octubre - 40.000.000 ondas 
4 Noche de la calabaza viva 
5 ¡Invasión del dragón del hielo! - 30.000.000 ondas 
6 Un cuento de Frostvale - 20.000.000 ondas 
7 Invasión de Amityvale - 50.000.000 ondas 
8 ¡La guerra en considera! - 900.000.000 ondas 
9 ¡La cólera de Xan! - 40.000.000 ondas 
10 Invasión del viernes 13 - 300.000.000 ondas
11 Piratas vs. Ninjas - 400.000.000 ondas
12 Nynthera vs los Avatares - 600.000.000 ondas

## Personajes
- Artix von Krieger es el alter ego del creador del juego, Adam Bohn. Lo encuentran en el cementerio de Amityvale y puede ser adquirido búsquedas como huésped, y varias búsquedas se centran alrededor de él. Sin embargo, lo restringen para nivel 3 y sabe actualmente solamente una técnica hasta ahora.

Pues, después de antes (ahora), Artix puede encontrarse también en Necrópolis. Sigue en el nivel 3, pero ataca 4 veces, quitando de 1 a más de 100 cada golpe. La "técnica santa" se convierte en una técnica destructora que quita mucho más de lo normal.
- Cysero es el diseñador gráfico del juego en la vida real. En el juego, él se ha ido actualmente para encontrar el nuevo material para las armas. Antes de que él se fuera, Cysero dio los jugadores la información sobre los sucesos actuales, y un poco de información del clima. Él dio vuelta a la torre de los guardianes al revés, y en un pescado gigante. Un marco a la derecha de donde él estaba parado en el juego es su tienda. Los artículos son solamente adquiribles de aquí con las monedas del dragón. Se revela que él vive con Warlic y él es una persona muy sucia que deja su lavadero alrededor. En MechQuest (otro juego de la compañía), ese nombre es cambiado para dárselo a un capitán: Sys-Zero.

- Ash DragonBlade es del RPG de ArchKnight (juego solo para aquellos que adquirieran el status de Guardián (ver AdventureQuest). Su sueño es ser un buen caballero y proteger el mundo, igual que tú. Tu carácter es el quién te dice rescatar a una princesa y él hará un caballero. Actualmente, Ash es un carácter del nivel uno que puede atacar solamente. Sus movimientos son imposibles hacer en la vida real. Él ha tenido recientemente un makeover pero no cuando él está en combate contigo.

- Warlic es un mago conocido como “el mago azul” quien te ayuda a clasificar los 5 huevos, en “la saga del huevo del dragón”. También es importante en gran parte de la historia. Reside en una tienda en un pequeño sitio, accesible por el portal y con el hipogrifo al lado de la torre Guardián. Actualmente él solo puede ser traído a tu bando por medio de una búsqueda que proviene de la saga de Xan, para llegar a esta búsqueda debes pasar otros cuatro, pero tienes que desbloquear la primera con diez elemental escence que solo se consiguen en los random quest de Warlic, aparte de esto él ofrece otra búsqueda no referente a la saga ya mencionada, conocida como “el casco cristalino”. Se revela que él vive con Cysero y no puede estar parados su filthiness y experimentos locos así que él separó la torre, donde viven con una línea amarilla para mantenerlos separados.

- Valencia es una cazadora de tesoros famosa, que mantiene el negocio familiar mientras su padre, Trey Surehunter está buscando “el último tesoro”. Ella te muestra donde está el Sneevil Dumpsite y mana como la ayuda tú encuentra el huevo del dragón, que fue robado por Ultra-Vultragon, un pájaro grande que viva en la tapa de Mt. Moordoor. Ella puede ensamblar tu partido y es el nivel 8 con una técnica.

- Robina Hood conduce una vanda de ladrones. Ella roba de los ricos y da a los monstruos. Ella encuentra el cofre negro del dragón. Ella puede ensamblar tu partido en el nivel 2. Durante el acontecimiento de Willowshire ella manejó a personal pero ahora maneja su arco estándar.Los jugadores solo pueden utilizar un arco a través de la armadura Ranger.

- Nythera es la aprendiz de Warlic, es mitad dragón y posee profundos deseos de sobrepasar a Warlic en magia pero, él parece tomar su tiempo en la enseñanza de ella. Ella estaba parada actualmente donde Xan está parado actualmente. El nombre de Nythera significa “superior” en idioma dragón. Sobre la conversación con ella, está planeando, al parecer, envenenar a Warlic (El evento actual se trata sobre la muerte de Warlic , En que Nythera mata a Walic y los avatares elementales están furiosos , desatando así una invasión elemental sobre Falconreach).

- Drakath es el líder de los bandidos de Darkwolf y del regla proclamado uno mismo de la tierra. Su padre era un tyrant quién deseó gobernar el campo hasta que buen rey Alteon derrotó lo y paz vuelta a la tierra. Él está doblado en venganza y no parará hasta que él reclama el trono. La caja negra del dragón se parece ser la llave a su trono.

- Sepulchure es el caballero de la condenación que fue consumido por la lámina necrótica de la condenación. Su armadura lo usa, porque él está limitado a la oscuridad.

- Necromantress es un NPC misterioso en DragonFable. Es desconocido si ella es un héroe o una bandida e incluso los malvados no confían en ella. Ella visto hasta ahora solamente en la guerra “noche de la calabaza viva”, en la búsqueda donde luchas a señor Frydae XIII y en el video “Artix contra los Muertos”. La creen ser Vayle, que se presentó como cantinero en la ausencia de Sabrina.

- Xan es un pirómano totalmente loco que destralillo a criaturas elementales en saber. En la última guerra “la cólera de Xan!”casi destruye Falconreach aunque la ciudad fue reconstruida gracias al dinero donado por los jugadores. Según lo que él dice, la razón de su fuerza divina está, el “Pyromonicon” que magnífica sus capacidades. Su localización es actualmente desconocida, actualmente hay varias búsquedas en la que se lo ve vestido como Xanta Claus y planea congelar a todo Lore si no se lo detiene, en otra, se descubre el pasado de Warlic junto a él y un antiguo amor.

- Thursday es la tatara nieta de Lord Frydae XIII, el vampiro de la torre guardián. Se encuentra en Amytvale